# Jean Touzet du Vigier
Pour les articles homonymes, voir Vigier.
Cet article concerne l'officier général. Pour le musicien, voir Jean Touzet. Pour d'autres homonymes, voir Touzet.
Jean, Louis, Alain Touzet du Vigier, né le 10 octobre 1888 à Chambéry et mort le 16 août 1980 à Paris, est un général français, issu de la cavalerie.
Dans l'entre-deux-guerres, Vigier milite pour la motorisation de l'armée, comme Charles de Gaulle. En 1940, à la tête du 2e Régiment de Cuirassiers, puis d'une brigade légère motorisée, il lutte contre l'envahisseur, en Belgique et sur la Loire. Il soutient, ensuite , la résistance dans l'armée sous Vichy, commande en 1943, la Ire brigade légère motorisée d'Algérie. Lors de la Campagne de Tunisie, il se bat contre les Allemands et les Italiens, puis il commande en 1944, la 1re Division Blindée au sein de la Première Armée française qui participe au Débarquement de Provence, à la Libération de la France et notamment des villes de Marseille et de Mulhouse. Il termine sa carrière comme général de corps d’armée.

## Famille
La famille Touzet du Vigier fait partie des familles d'ancienne bourgeoisie de Guyenne et Gascogne. Elle est originaire de l'actuel département de la Gironde, dans la commune de Saint-Jean-de-Blaignac — arrondissement de Libourne — , où les ancêtres du général, dont un ancien membre du Parlement de Bordeaux, possédaient à la fin du XVIIe siècle le château de Courtebotte.

## Biographie
Jean Louis Alain Touzet du Vigier est né le 10 octobre 1888 à Chambéry, en Savoie. Il est le fils d'Alain Pierre Touzet du Vigier (1849-1912), chef d'escadrons de cavalerie au 4e régiment de dragons de Chambéry, chevalier de la Légion d'honneur, et de Louise Marie Isabelle Lochtenberg (1857-1928). Son grand-père, Jean Antoine Bertrand Touzet du Vigier (1805-1868), officier de cavalerie, colonel commandant le 11e régiment de dragons, était commandeur de la Légion d'honneur.
Il épouse le 12 décembre 1923 à Compiègne, Françoise Magon de la Giclais, (1901-1994), native de Winnipeg, (province de Manitoba, au Canada), fille d'Alain Magon de la Giclais (1873-1960), chevalier de la Légion d'honneur, croix de guerre 1914-1918, émigré au Canada. Elle  lui donne trois enfants, dont Alain Touzet du Vigier(1925-2005), contre-amiral, officier de la Légion d'honneur, commandeur de l'Ordre national du Mérite, croix de guerre des TOE.

### Carrière
Jean Touzet du Vigier, prépare sa future carrière d'officier dans la classe préparatoire (« corniche ») du Lycée Janson-de-Sailly à Paris, au cours de l'année scolaire 1909-1910.

#### Début de carrière - (10 octobre 1910) -
Reçu au concours d'entrée, il intègre le 10 octobre 1910 l'École spéciale militaire de Saint-Cyr. Il fait partie de la promotion La Moskova (1910-1913). À cette époque, les jeunes Saint-Cyriens effectuaient une année de service militaire dans la troupe avant d'être intégrés définitivement à l'École des officiers de Saint-Cyr. Il débute donc sa carrière en 1910 au 33e régiment d'infanterie d'Arras. Il est placé pour un temps sous le commandement du colonel Pétain (arrivé au régiment le 26 juin 1911), en succédant à l'élève-officier Charles de Gaulle, son ancien de la promotion de Fès (1909-1912), au 5e Bataillon de cette unité.
Il sort de  l'École spéciale militaire de Saint-Cyr le 11 octobre 1913 avec le grade de sous-lieutenant. Il est classé 135e sur 249 et il est admis dans l'arme de la cavalerie. Après l'École d'application de Saumur, il est affecté au 4e escadron du 9e Régiment de Cuirassiers qui sera transféré de Noyon à Douai.

#### Première Guerre mondiale  (3 août 1914-11 novembre 1918)
Quand l'Allemagne déclare la guerre à la France et à la Belgique le 3 août 1914, le 9e régiment de cuirassiers, stationné à Douai, fait mouvement vers la Belgique que les Armées allemandes viennent d'envahir. Dès le 20 août se déroule la Bataille des Frontières, au cours de laquelle le 4e Escadron du 9e Cuirassiers est victorieusement confronté à l'ennemi dans les environs de la ville belge de Gembloux : Ce sera pour le sous-lieutenant du Vigier un baptême du feu où il aura l'occasion d'appliquer les méthodes de charge de cavalerie inculquées à l'École d'application de Saumur.
Mais devant l'avancée foudroyante des troupes allemandes, l'armée française doit effectuer un repli stratégique d'environ deux cents kilomètres. La Bataille de la Marne du 4 au 10 septembre 1914 permet de stopper la progression ennemie entre Verdun et Paris : c'est le début de l'enlisement du conflit.

##### Mission de reconnaissance
Pour sa part, le 9e Cuirassiers est engagé  à partir du 10 septembre 1914, au cours de la Bataille de l'Aisne dans la région de Villers-Cotterêts-Vaumoise, jusqu'au nord de l'Aisne. Alors que l'ennemi se replie sur ce terrain, le Haut-Commandement français cherche à déterminer quelles sont les intentions de l'armée allemande en retraite, avant que ne commence la  Course à la mer. Le 11 septembre 1914, lorsque son régiment se prépare à quitter Vaucelles-et-Beffecourt pour reprendre sa marche vers le nord, le sous-lieutenant du Vigier reçoit l'ordre de rejoindre le Q.G de la VIe Armée, sur l'axe Villers-Cotterêts-Cœuvres-Ambleny, afin de préparer une mission de reconnaissance dans les territoires occupés par l'armée allemande. À la tête d'un peloton de sept cavaliers, il va effectuer cette mission hautement périlleuse dans les lignes ennemies et rapporter à l'État-major français, au bout de cinq jours, des renseignements précieux sur les mouvements et les positions des Allemands. Au cours de cette mission sont survenus des épisodes qui auraient pu être tragiques, face aux patrouilles allemandes rencontrées en cours de route. Mais le sous-lieutenant du Vigier a parfaitement maîtrisé la situation, après s'être battu sabre au clair contre les Uhlans. Il a réussi à ramener trois des héroïques Cavaliers de son peloton et il eut le bonheur d'apprendre par la suite que les quatre autres, dont un blessé, étaient sains et saufs au sortir de la guerre.
Le 20 septembre 1914, Jean Touzet du Vigier et ses hommes font l'objet d'une citation à l'ordre de l'Armée de la part du général Maunoury, commandant la VIe Armée : « Le sous-lieutenant Touzet du Vigier, du 9e Cuirassiers, a fait une reconnaissance de plusieurs jours au milieu des lignes ennemies et a fait preuve à cette occasion de beaucoup d'entrain, d'endurance et de coup d'œil. Il n'a pas hésité à courir sus à des détachements ennemis, supérieurs au sien, pour y prendre des chevaux destinés à remplacer les siens trop fatigués. Messieurs Disseaux, Deschamps et Charlet, ont pris part à une reconnaissance de plusieurs jours au milieu des lignes ennemies et ont fait preuve à cette occasion de beaucoup d'entrain et d'endurance" ».
Jean Touzet du Vigier est promu au grade de lieutenant à compter du Ier octobre 1914 et reçoit la croix de Guerre.

##### La guerre de position - Les cuirassiers à pied au chemin des Dames
Lorsque la Course à la mer marque pour le Corps de Cavalerie la fin de la guerre de mouvement, le 9e Cuirassier va devoir abandonner ses chevaux, dès le mois d'octobre 1914, le combat à cheval étant dorénavant incompatible avec la guerre de tranchée. Les Cuirassiers démontés vont jouer le rôle de fantassins, dans le courant de 1915 et participer par roulements à la tenue des tranchées en Artois.
Le Ier mai 1915, le lieutenant Touzet du Vigier est nommé commandant de la section de mitrailleuses du 9e Cuirassiers. Il met au point un système de déclenchement automatique nocturne de tir de mitrailleuse dans les No mans lands, lorsque les patrouilles ennemies accrochent dans l'obscurité les fils électriques branchés sur un électro-aimant, placés aux abords des tranchées.
Le 30 mai 1916, les uniformes des cavaliers, composés de pantalons garance, vestes bleu roi et de casques à plumet, sont remplacés par des uniformes bleu horizon adaptés à l'infanterie. Le 9e Régiment de Cuirassiers à cheval devient officiellement le 9e Régiment de Cuirassiers à pied. Jean Touzet du Vigier reçoit le commandement de deux sections de mitrailleuses. Il est préparé au combat d'infanterie pour avoir passé un an au 33e Régiment d'infanterie d'Arras en 1910. Son unité est engagée dans la bataille des armées franco-britanniques opposées aux troupes allemandes dans la Somme, au cours de l'été 1916. De l'automne 1916  au printemps 1917, le 9e Cuirassiers tient les tranchées de Tracy-le-Val. Jean Touzet du Vigier se distingue à la tête des sections de mitrailleuses dans l'attaque de Cléry-sur-Somme, le 3 septembre 1916, lors de la Bataille de la Somme. Mais il déplore la perte de plusieurs de ses hommes et la mort de son ami, le lieutenant Martin.
En mai 1917, l'offensive déclenchée dans l'Aisne, au Chemin des Dames par le général Nivelle entraine de lourdes pertes dans les rangs de l'armée française et dans ceux du 9e Cuirassiers.
Lors de l'attaque des 5 et 6 mai 1917 du Moulin de Laffaux, le lieutenant Touzet du Vigier, qui avait pris la tête d'une formation de grenadiers en remplacement de ses officiers hors de combat, est grièvement blessé.
Ce n'est que le 10 septembre 1917 que le lieutenant du Vigier rejoint son corps après son hospitalisation.
Le 24 mars 1918, il participe à la défense de Noyon et fait l'objet d'une citation. Il est nommé capitaine le 4 avril 1918 et prend le commandement de la Ire compagnie de son régiment. Mais victime d'une nouvelle blessure le 9 juin 1918, au combat d'Élincourt, il est de nouveau hospitalisé. Il reçoit la Légion d'honneur accompagnée d'une nouvelle citation.
Il ne rallie son unité que le 15 novembre 1918, juste après l'Armistice  et prend le commandement du 4e escadron à cheval du 9e Cuirassiers. Il est le seul officier survivant des cinq officiers de l'escadron du 9e Régiment de Cuirassiers qui avaient rallié la frontière belge au début des hostilités.

#### Entre les deux Guerres mondiales (11 novembre 1918-3 septembre 1939)
Pendant l'entre-deux-guerres qui ne fut qu'un simulacre de temps de paix, sous l'égide de la Société des nations, les armées françaises et allemandes vont procéder à la réorganisation méthodique de leur système de combat et de leur armement dans l'arme de la cavalerie, en créant les Unités de l'arme blindée.
Jean Touzet du Vigier, après avoir subi de multiples affectations administratives, va participer aux opérations liées à l'organisation de l'arme blindée et aux méthodes de combat des nouvelles unités, à l'instar d'un certain nombre d'officiers de sa génération. Il sera amené ultérieurement au cours des combats de 1940, à commander une unité de blindés face aux Panzerdivisions du général Guderian qui avaient envahi la Belgique et ensuite la France jusqu'à la Loire.

##### Les multiples affectations de l'entre-deux-guerres
Le capitaine Touzet du Vigier, soucieux de vivre pleinement sa vocation dans l'action, sur un théâtre d'opération extérieur, se porte volontaire pour le Maroc. En avril 1919, il obtient son affectation au 2e R.C.A, unité de cavalerie, dont il prend le commandement du 5e escadron à Taza, qui participe aux opérations de maintien de l'ordre. Il sera aussi désigné comme adjoint du commandant du secteur Est de Taza
Son séjour au Maroc sera de courte durée : dès le mois de septembre 1919, il est rappelé comme instructeur à l'École d'application de Saumur. Dans cette école de cavalerie, il développe ses qualités d'instructeur et aborde déjà les premières notions de ce qui deviendra son thème favori : la mécanisation de la cavalerie et la guerre de mouvement.
Réclamé par le général Niessel, il part au mois de décembre 1920 à Varsovie pour rejoindre la Mission militaire française en Pologne. Il est nommé adjoint du chef de bataillon Charles de Gaulle, son ancien de Saint-Cyr et du 33e RI d'Arras. Il va y rester du 2 décembre 1920 au 15 avril 1922, alternant les cours de cavalerie aux Polonais et des activités d'état-major. Pendant de longues heures, les deux officiers vont échanger leur conception sur la motorisation indispensable de la Cavalerie et sur l'emploi de l'arme blindée.
Le 6 mai 1922, le capitaine Touzet du Vigier rejoint à Haguenau le 18e régiment de chasseurs à cheval. Il est reçu à l'École supérieure de guerre le 19 octobre 1923.
Au mois d'octobre 1925, il est affecté à Lille, au 2e Bureau de l'état-major du 1er Corps d'Armée. Il occupe par intermittence le poste d'aide de camp du général Lacapelle, commandant de la Région militaire. Puis, au mois de mars 1928, il rejoint l'État-Major du général Gouraud, gouverneur de Paris. Il est chargé des opérations de mobilisation au Ier Bureau. À ce poste, il constate que l'arme de la Cavalerie est placée devant les plus graves difficultés pour recruter les chevaux de guerre dans les centres de remonte. De surcroît, les chevaux ne sont plus adaptés à la guerre moderne. Il préconise l'emploi intensif de véhicules automobiles blindés et la création de nouvelles unités mécaniques de cavalerie équipées d'armes, de véhicules et de matériels adéquats.
En septembre 1930, il est désigné pour arbitrer les opérations, sur le terrain des Manœuvres de Lorraine, devant le général Weygand, chef d'État-Major de l'Armée. Ce dernier le fera désigner pour le poste de Directeur du cours de cavalerie à Saumur en 1931.

##### La Direction des cours de cavalerie à Saumur  - La mise en application de l'arme blindée
Au mois de septembre 1931, Jean Touzet du Vigier  est affecté en tant que Directeur du cours de cavalerie à  l'École de cavalerie de Saumur. Si ses cours et conférences traitent toujours  de la cavalerie à cheval, les  cours sur la motorisation et la mécanisation de son Arme prennent la place principale de son enseignement. Il est nommé chef d'escadrons le 25 décembre 1932. La plupart des lieutenants assistant aux  cours d'instruction du commandant Touzet du Vigier lui témoigneront leur estime. Ce fut le cas du lieutenant de Hauteclocque (futur maréchal Leclerc).
Au cours des années 1931 à 1934, le commandant Touzet du Vigier participe aux grandes manœuvres dans les fonctions de chef d'État-Major d'une Brigade motorisée, puis d'une Brigade de chars de cavalerie et enfin, d'un groupement mécanique. Il fait l'objet de l'éloge de ses chefs.
Il rejoint le 18e régiment de dragons le 1er septembre 1934 à Reims, là où se prépare l'avenir de la cavalerie française car on y forme la 1re division légère mécanique. Il y multiplie les conférences interarmes et captive son auditoire.
Le 5 octobre 1936, le commandant Touzet du Vigier est affecté, sous les ordres du général Daille, au Centre d'études tactiques interarmes de Versailles. Dans ce laboratoire, où il est à la tête de la section cavalerie, se multiplient les expériences de matériels, de tactique de cavalerie, tendant à montrer sur chaque manœuvre au Camp de Mourmelon ou au Camp du Valdahon, que l'avenir de la cavalerie réside dans les blindés. Les travaux du commandant Touzet du Vigier prennent de l'ampleur. Il participe au niveau le plus élevé, en collaboration avec les Centres d'études militaires et le Conseil Supérieur de la Guerre, à l'élaboration de la doctrine d'emploi de l'Armée française, toutes armes confondues, et en particulier des règlements d'emploi des grandes Unités.
Jean Touzet du Vigier est promu lieutenant-colonel le 25 décembre 1938. Il aura passé les deux dernières années de l'entre-deux-guerres à lutter de vitesse, face à la préparation frénétique de l'Armée allemande.

#### Seconde Guerre mondiale (3 septembre 1939-9 mai 1945)
La Seconde Guerre mondiale se déroule depuis le 3 septembre 1939, date de la déclaration de guerre à l'Allemagne par la France et la Grande-Bretagne, jusqu'au 9 mai 1945, date de la capitulation allemande à Berlin.
Le 3 septembre 1939, le lieutenant-colonel Touzet du Vigier qui se trouvait en permission avec sa famille dans son pays natal, la Savoie, rejoint aussitôt son poste de mobilisation, l'État-Major du Corps de Cavalerie à Saint-Quentin dans l'Aisne. Il est nommé chef du 3e Bureau, chargé de la planification et de la conduite des opérations, sous les ordres du général Prioux, commandant le Corps de Cavalerie. Cette Unité était loin d'être au complet : elle devait être composée de trois Divisions Légères Mécaniques (1re, 2e et 3e D.L.M), mais la troisième D.L.M n'était pas encore constituée et manquait de chars de combat. Jean Touzet du Vigier reçoit la mission de se rendre à Fontevrault pour accélérer la formation de ce corps de blindés et, après deux mois d'activité intense, obtient le résultat escompté :  la 3e Division Légère Mécanique est en ordre de marche.
Dans le cadre de la 5e Brigade Légère Mécanique (Cette 5e B.L.M. est un des éléments de la 3e D.L.M), aux ordre du général de La Font, le lieutenant-colonel Touzet du Vigier prend le commandement de l'un de ses régiments de combat, le 2e Régiment de Cuirassiers, le 1er janvier 1940 et rallie le camp d'entrainement de Sissonne, dans l'Aisne, le 28 février 1940, à la tête de quatre-vingt-sept chars en état de combattre, prêt à toutes les missions de guerre.
Toujours en 1940, il organise un Kriegsspiel (ou war game) qui voit des divisions allemandes couper l'armée française en deux en passant par les Ardennes, puis en remontant vers la Manche. Ces conclusions alarmistes, reprenant celles d'un exercice organisé par le Général Prételat en 1938, sont ignorées par le Général Gamelin. Il accuse réception de l'avertissement de Touzet du Vigier en ces termes : "Rien à craindre. devant une telle éventualité, je ferai intervenir mes réserves".

##### La campagne militaire de Belgique de 1940

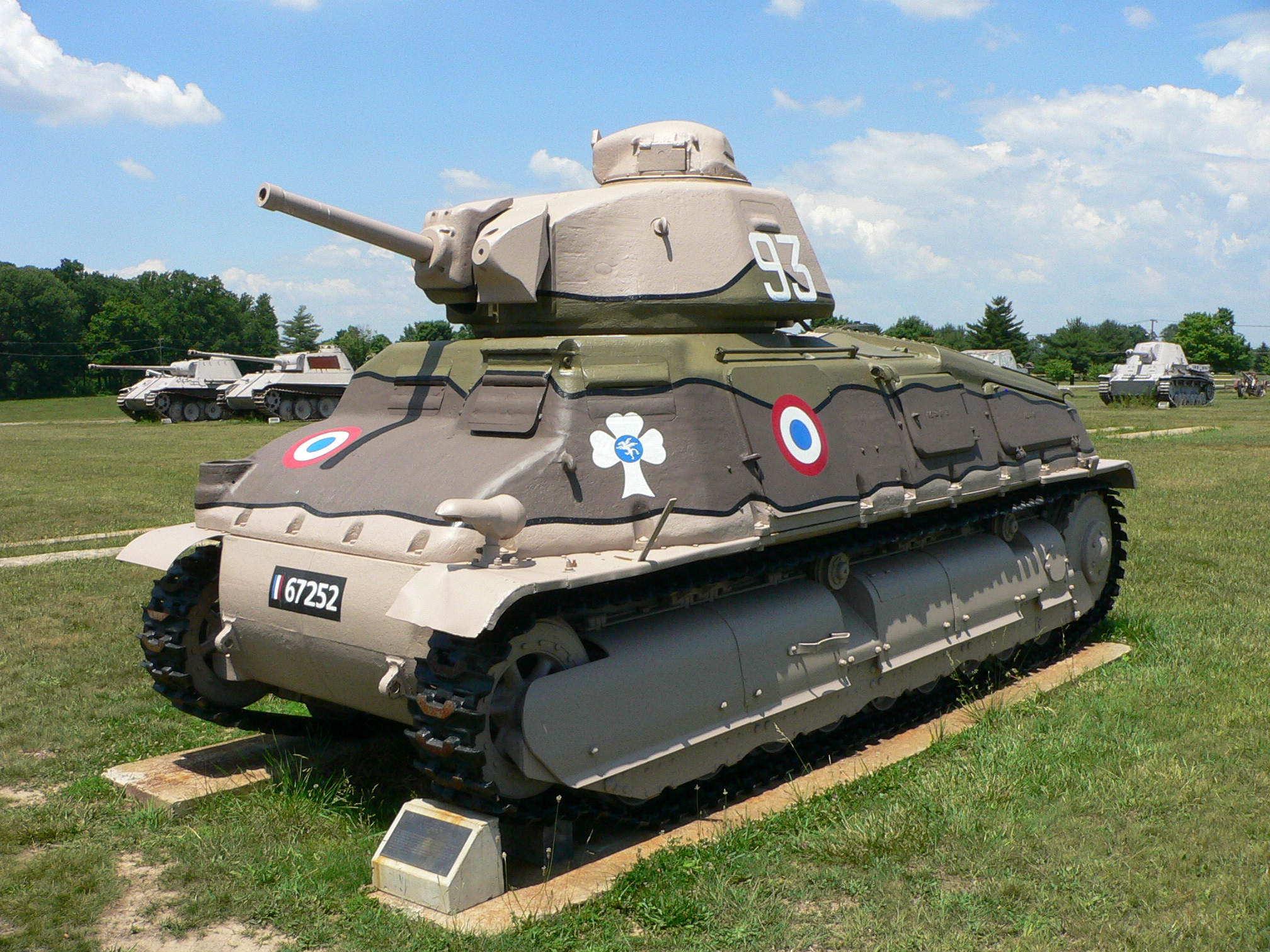
SOMUA S35, type de chars utilisés durant la campagne de Belgique par le 2e régiment de cuirassiers.

Le lieutenant-colonel Touzet du Vigier conduit le 2e régiment de cuirassiers, le 14 avril 1940 vers la frontière de Belgique, afin de participer au combat dans le cadre du Plan Dyle-Breda concocté par l'État-Major du général Gamelin. Son régiment compte 37 officiers, 120 sous-officiers et 702 hommes de troupe. Il dispose de quatre-vingt-sept chars de combat (45 chars Somua S35 et 42 Hotchkiss H39).
Le 10 mai 1940, l'alerte est déclenchée : L'Armée française doit faire face à l'invasion foudroyante des forces allemandes. Elles sont notamment composées des Panzerdivisions du général Guderian et des puissantes  forces aériennes allemandes du feldmarshall Goering. Les unités françaises subissent les attaques des redoutables chasseurs Stukas. Le corps blindé de cavalerie, dont fait partie le 2e régiment de cuirassiers, est confronté au Panzer-Korps allemand du generaloberst Erich Hoepner. Quelques chars moyens du type Panzerkampfwagen IV accompagnent la masse des divisions blindées allemandes.
Lors de la bataille de Hannut, l'arrivée massive des chars allemands est précédée par une préparation puissante d'artillerie et accompagnée d'avions Stukas d'appui au sol en piqué. Les escadrons du 2e cuirassiers parviennent à retarder les attaquants pendant quatre jours pour permettre au 4e Corps d'Armée de s'installer défensivement sur la ligne Wavre-Gembloux-Namur. Mais cela ne fut obtenu qu'au prix de pertes très importantes et grâce à l'héroïsme des équipages. Georges Hillion alors adjudant sera l'unique rescapé à Thisnes couverts de 26 blessures. Dès le soir du 15 mai, le régiment avait perdu de nombreux combattants et la moitié de ses chars, après avoir détruit ou mis hors de combat autant de chars allemands. Le Haut-Commandement Français ordonne le 24 mai, de faire rallier le 2e Cuirassiers à Boeschepe.
Le 26 mai 1940, le lieutenant-colonel Touzet du Vigier reçoit l'ordre de prendre le commandement de la 5e B.L.M et de faire rapatrier en France les éléments encore susceptibles de combattre en position de défense. Sous les bombardements, deux détachements sont embarqués sur le Douaisien et sur le Cérons depuis Malo-les-Bains, en direction des côtes françaises. Après bien des vicissitudes, ils parviennent à débarquer à Cherbourg, après avoir transité par Douvres en Angleterre, afin de  continuer le combat en France.
Au 2e Cuirassiers, douze officiers et cent soixante sous-officiers et hommes de troupe, ont été tués ou portés disparus. Les sept chars Somua et les huit chars Hotchkiss, rescapés de la Bataille de Belgique, ont combattu jusqu'au bout, avant d'être sabordés pour ne pas être récupérés par l'ennemi.

##### Les derniers combats de 1940 en France:Défense de la Loire
Le 9 juin 1940, le lieutenant-colonel Touzet du Vigier prend le commandement de quelques éléments susceptibles de participer aux combats pour la défense de la Loire. Il les fait transporter par chemin de fer jusqu'à Saumur où est réorganisée la 5e B.L.M. qu'il va associer dans un groupement de défense composé d'unités hétéroclites, munies de faibles moyens. Il prend contact d'abord le 13 juin avec le général Pichon, commandant adjoint de Région, qui va scinder la défense de la Loire en quatre groupements dont il assumera le commandement en chef.
Dans le premier Groupement, le colonel Charles Michon, commandant l'École de cavalerie de Saumur, entend faire participer directement les élèves officiers à la défense de la Loire sous son  commandement, assisté par son adjoint, le chef d'escadrons Pierre Lemoyne. Les élèves officiers seront placés en défense de Saumur, dans une mission de sacrifice. Ils subiront de nombreuses pertes. Connus historiquement sous le nom de Cadets de Saumur, ils seront cités pour leur héroïsme face aux troupes allemandes.
Dans le deuxième Groupement, le lieutenant-colonel Touzet du Vigier reçoit l'ordre  de défendre la Loire sur une quarantaine de kilomètres, entre Candes et Tours, mais son groupement n'a pas les moyens de se battre. Il se rend au camp du Ruchard pour récupérer -d' autorité !- des armes, des munitions et des véhicules, malgré l'opposition administrative du 4e Bureau de l'État-Major de région qui entendait les conserver en réserve.
Les moyens mis en œuvre pour la défense de la Loire sous son commandement sont les suivants: * 1er Cuirassiers à trois escadrons de trois pelotons portés. * 2e Cuirassiers à trois patrouilles sur voitures légères et sur motos. * 11e Dragons à  un demi-Escadron porté. * Section d'EOR de l'École d'Infanterie de Saint-Maixent. * Section d'EOR de l'École d'Artillerie de Poitiers, avec deux pièces de soixante-quinze mm. * Un détachement du 3e Groupe franc motorisé de la valeur d'un Escadron Porté. * Deux Groupes de Tirailleurs de la valeur chacun d'une forte Compagnie. * Un groupe d'autos-mitrailleuses White... Les restes du détachement de la 3e DLM avaient été dirigés sur la région de Montauban.
Le Groupement de défense va tenir quarante kilomètres de Loire, entre Candes et Tours. Le lieutenant-colonel Touzet du Vigier dispose le 2e Cuirassiers à l'est, les Tirailleurs, dans l'île de La Savonnière, le Ier Cuirassiers devant Langeais. Il place un Escadron à l'ouest, les E.O.R de Saint-Maixent devant Port-Boulet et il garde quelques éléments en réserve dans la région d'Azay-le-Rideau.
Le 18 juin au soir, les ponts sautent devant les premiers éléments ennemis, sauf à Port-Boulet où les services du Génie étaient absents. Les EOR de Saint-Maixant et ceux de Poitiers se battent avec héroïsme, comme l'ensemble de la formation aux ordres de Jean Touzet du Vigier. Sur l'ordre du Haut État-Major, le Groupement de la Loire se replie dans la nuit du 21 juin, à la faveur d'un violent orage qui interdit l'intervention de l'aviation ennemie, et passe aux ordres du général Bougrain.
Pour sa part, le lieutenant-colonel Touzet du Vigier, à la tête des quelques éléments encore combatifs de la 5e B.L.M., est placé en protection sur le flanc de l'Armée de Paris commandée par le général Héring, au cours des derniers soubresauts de la Bataille de France, dans son mouvement de repli stratégique. C'est à Saint-Sulpice-d'Excideuil que parvient le 26 juin 1940, l'avis officiel de Cessez le Feu ordonné par le Traité d'Armistice ratifié par les représentants du maréchal Pétain dans la forêt de Compiègne. Le Groupement Touzet du Vigier est dissous, cependant que les restes de la 3e et de la 5e B.L.M sont stationnés dans la région de Riberac.
Ainsi se terminent ces six semaines de combats, depuis la Bataille de Belgique jusqu'à la Défense de la Loire, qui aboutirent à une des plus cuisantes défaites de l'Histoire de France. Mais les héros qui se sont sacrifiés dans la bataille de Belgique et sur la rive sud de la Loire ont sauvé l'honneur de la Patrie.
Citation à l'Ordre de l'Armée du 27 juin 1940.
« À peine rapatrié de Belgique, avec des éléments de la 5e B.L.M. en cours de reconstitution, le lieutenant-colonel Touzet du Vigier a accepté spontanément dans la nuit du 14 au 15 juin 1940, de se reconstituer hâtivement en Unité combattante, avec des matériels de fortune trouvés sur place, et d'entrer dans la bataille pour la défense de la Loire, d'Amboise à Angers. A puissamment contribué par l'expérience et le dévouement de ses cadres à la cohésion d'éléments disparates engagés sur la Loire; par ses moyens de liaison et le mordant de ses patrouilles; par son énergie personnelle, au maintien de tous sur la position, vingt-quatre heures encore après que les infiltrations allemandes sur la rive sud se furent affirmées. Resté en flèche avec les derniers éléments du Secteur de la Loire, a effectué dans la soirée du 21 juin un décrochage hardi et rallié l'Armée de Paris ». (fin de citation).

##### Au cœur de l'armée d'Armistice
Le 27 juin 1940, le lieutenant-colonel Touzet du Vigier, s'adresse aux héroïques combattants  de la 5e Brigade Légère Mécanique (Ier et 2e Cuirassiers) stationnée à Riberac par son Ordre No 60 :« La France pour ne pas mourir, vient d'être obligée de souscrire aux dures conditions d'un armistice que lui impose la force allemande, rendue encore plus exigeante par les honteuses complicités qu'elle a su se ménager à nos frontières et même dans notre pays. Dans ces heures tragiques, le devoir est de ne pas abandonner. La France sera demain ce que les Français, dès aujourd'hui, auront le courage de vouloir la refaire. Au cours de cette rapide campagne dans les Flandres comme sur la Loire, vous avez montré que vous étiez forts. Rien n'a pu ébranler votre résolution : ni l'intensité du feu ennemi, ni la brutalité des attaques par avion et par chars, ni les fatigues accumulées des longues étapes et des nuits sans sommeil ; vous avez même résisté aux torpillages et aux mines de Dunkerque. Mieux encore, votre moral est resté intact malgré les exemples déprimants qui ne vous ont pas été ménagés dans les arrières de la bataille. Vos magnifiques qualités ont été reconnues par le Haut Commandement : le Général Commandant en chef a cité collectivement toute la 5e B.L.M. à l'ordre de l'Armée. Vos chefs vous diront en quels termes élogieux il l'a fait. Soyez fiers de cette rare distinction. Mais surtout, efforcez-vous, dans l'avenir, de rester aussi braves  et aussi persévérants que vous l'étiez au combat. Vous avez mérité d'être donnés en exemple aux Armées. Restez dignes d'être donnés en exemple au Pays. La France, pour se relever, a besoin d'hommes comme vous.  Rentrez dans vos foyers, songez y souvent. La France ne doit pas mourir ; aidez-la à vivre. Vive la France ».
En quittant le 15 juillet 1940 sa chère 5e B.L.M. en cours de dissolution, Jean Touzet du Vigier n'a qu'une idée en tête: préparer la revanche dans le cadre de l'Armée d'Armistice. À la fin du mois de septembre 1940, il est nommé chef du 3e Bureau de l'État-Major de l'Armée. A la tête du 3e bureau et grâce à la dissimulation d'armement importante conduite sous les ordres du Colonel Mollard, du Vigier met au point un plan de mobilisation en cas d'invasion allemande, permettant l'extension à 24 divisions de l'Armée d'Armistice contre huit prévues par la convention d'Armistice. Promu au grade de colonel, le 25 décembre 1940, il constitue un bureau d'études comprenant un cercle fermé d'officiers d'état-major , chargés d'élaborer des plans d'action prévisionnels en vue d'une  future guerre de libération: ils sont voués au secret. Il va aussi s'attacher, en relation avec René Carmille, à mettre au point un fichier qui devait clandestinement permettre de recruter des volontaires pour les unités  constituées en groupes d'auto-défense (GAD), chargés de surveiller les mouvements des troupes allemandes en zone occupée. Il participe, en outre, aux opérations de camouflage de matériel militaire, en liaison avec les Services Secrets de l'Armée d'Armistice. Ultérieurement, l'Organisation de résistance de l'armée (ORA) et les Forces françaises de l'intérieur, utiliseront une partie de ce matériel pour combattre les troupes allemandes d'occupation.

##### Résistance
Les activités de résistance du colonel du Vigier n'échappent pas à la vigilance des observateurs à la solde de l'occupant : « L'Allemand demande la tête du colonel Baril, comme il exigera bientôt celle du colonel du Vigier, dont on entendra reparler... ».

##### Mutation en Algérie
Le général Juin, commandant la place d'Alger réclame sa présence en Algérie afin de prendre la tête d'une nouvelle B.L.M. qui, à sa mise sur pied, devait recevoir des chars et des véhicules blindés soustraits à l'attention des Commissions d'Armistice. Au début de 1942, le colonel Touzet du Vigier quitte Marseille pour Oran sur le paquebot Gouverneur Général Tirman.

##### Algérie: La préparation de la revanche  - LaCampagne de Tunisie
Le colonel Touzet du Vigier prend le commandement de la Subdivision de Mascara au début de l'année 1942. Il prépare la formation d'une unité de combat en prélevant des engins blindés usagés à la barbe de la commission de contrôle germano-italienne et il procède à l'instruction des nouvelles recrues.
Il se tient éloigné de la zone de débarquement américain du 8 novembre et limite autant qu'il le peut une confrontation avec les forces américaines, bien que ses troupes aient à subir des bombardements et des attaques de chars qui font quelques victimes. Obligée de riposter sur ordre du Haut Commandement, la Ire B.L.M en cours de formation parvient à détruire une dizaine d'avions au sol - sans pertes en vies humaines - sur le terrain de Tafaraoui. Ces actions  seront  ultérieurement déplorées de part et d'autre, mais sans conséquence grave, compte tenu des circonstances exceptionnelles de ce baroud historique qui ne durera que deux jours.
Les Français ont spontanément fraternisé avec leurs alliés américains. Jean Touzet du Vigier sera même décoré de la Croix du mérite américain (Legion of Merit) en 1943.
Après le débarquement allié du 8 novembre 1942, les opérations vont s'accélérer. Le général Juin, Commandant en Chef des Forces Terrestres en A.F.N. ordonne la constitution de la Brigade Légère Mécanique qu'il va confier au colonel Touzet du Vigier. Les directives du Haut État-Major d'Alger précisent que son premier emploi est d'assurer le renforcement des forces alliées en Tunisie.
À Mascara, le colonel Touzet du Vigier rassemble les blindés et les autos-mitrailleuses qu'il a récupérés sur les vieux stocks de l'Armée et forme les escadrons qui constituent la 1re B.L.M française d'Algérie. Cette Unité, bien que disposant de matériel vétuste, tire sa force de la valeur de ses cadres et de l'endurance de la troupe. Cette 1re B.L.M. est placée sous son commandement. L'ensemble des forces françaises qui participent aux côtés des alliés à la Campagne de Tunisie est placé le 25 novembre 1942 sous le commandement du général Juin et de son adjoint, le général Koeltz, commandant le 19e corps d'armée.
Les combats de la 1re B.L.M. venue en Tunisie en appui des unités alliées sont décisifs et le colonel Touzet du Vigier, dont le PC est basé à Pichon, (aujourd'hui Haffouz), renoue avec son expérience acquise lors de la campagne de Belgique, face aux forces allemandes. L'activité inlassable du chef de la 1re B.L.M, est renforcée puissamment par son chef d'état-major, le commandant Lehr.
Jean Touzet du Vigier est promu au grade de général de brigade le 25 décembre 1942. Il reçoit l'ordre du Haut Commandement de se rendre en Algérie pour fonder la future 1re division blindée (1re DB) dont il assumera le commandement. Mais il quitte la Tunisie avec un sentiment attristé: car, au cours des violents combats de Pichon, de Fondouk el Okbi, du Kef el Ahmar, la 1re B.L.M. a perdu vingt-trois officiers et huit-cent-dix sous-officiers et hommes de troupe sur un effectif total de quatre-vingt-dix officiers et cinq mille sous-officiers et hommes de troupe.
Pour mettre sur pied l'Armée française de la libération, l'Armée américaine met à la disposition du Haut Commandement Français des chars et véhicules blindés américains, conformément aux accords d'Anfa. Le général Juin confie au général Touzet du Vigier la responsabilité de la rédaction des notes d'orientation de ce nouvel armement. Les principes de liaison efficace entre les Armes (Infanterie, Cavalerie, Artillerie, Aviation, Génie, Train) sont élaborés à cette occasion. Le général Giraud exprime sa satisfaction en ces termes :...« Je vous félicite pour l'œuvre importante ainsi réalisée et qui n'a pu l'être que grâce à votre remarquable compétence et à l'esprit d'équipe que vous avez su insuffler à vos collaborateurs, et je vous en exprime ma vive satisfaction ».
Après avoir formé la 1re division blindée, le général Touzet du Vigier est convoqué à Naples pour y recevoir du Commandement Allié les instructions pour le débarquement de Provence. Et le 15 août 1944 au matin, le commandant de la Ire DB et son état-major partis d'Oran sont en vue de la côte de Provence.

##### La campagne de libération de la France - Le Débarquement de Provence. La reconquête de la France, libérée depuis Marseille jusqu'à la libération de Mulhouse

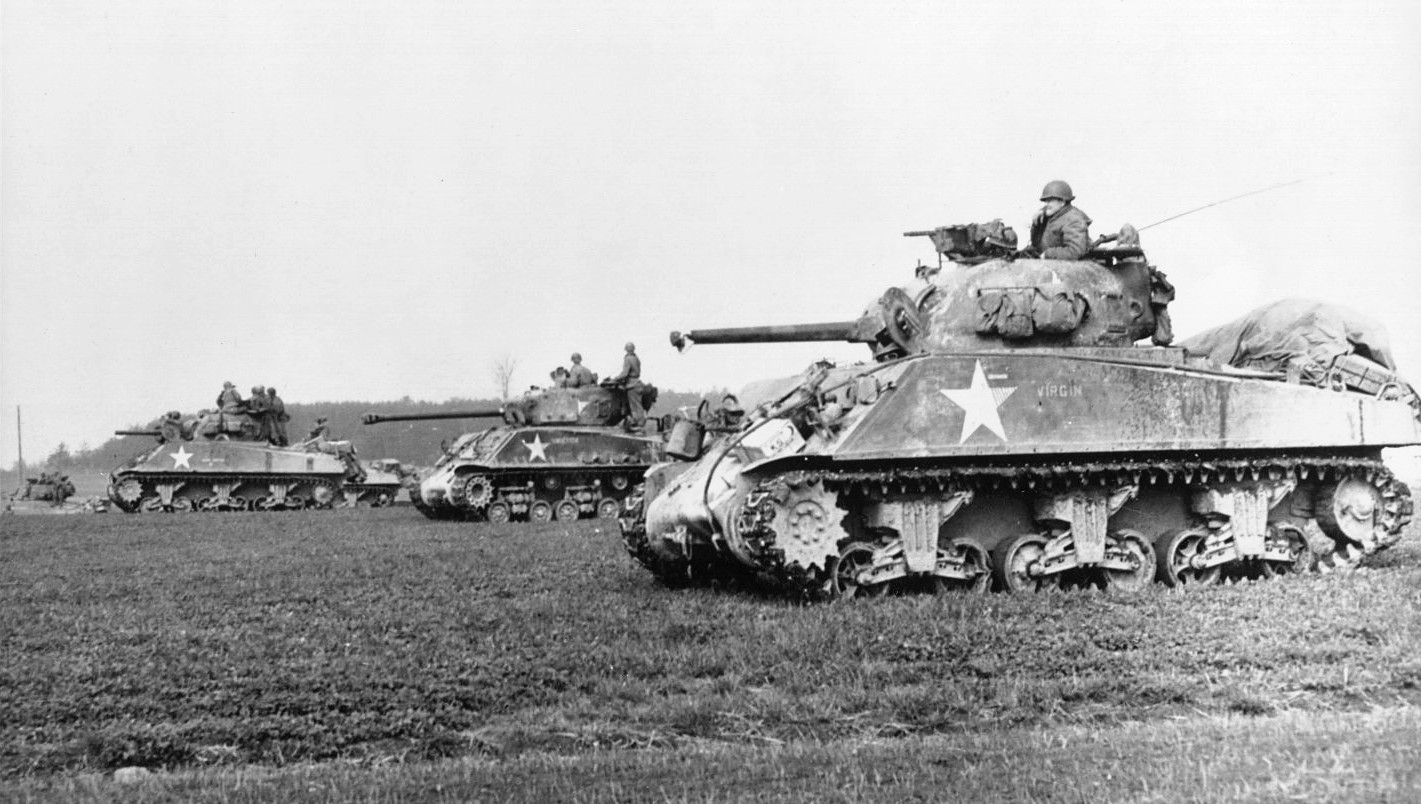
Type de chars sherman utilisés par la 1re DB, lors de la libération de Mulhouse par le combat-command 3 du colonel Caldairou.

Le général Touzet du Vigier donne pour insigne la Croix de Saint-Louis à sa 1re DB et la conduit dans la Libération de la France au sein de la 1re armée française du Général Jean de Lattre de Tassigny.
Le 15 août 1944, les trois divisions d'infanterie américaine, (3e-45e-36e DI), sous la protection de la 1re DB, participent au Débarquement de Provence, dans la zone de Cavalaire et sur la plage de La Nartelle à Sainte-Maxime où un char Sherman, vestige du Débarquement des Alliés, a été installé après avoir été désensablé en 2013. La 1re DB remonte ensuite la vallée du Rhône et livre de durs combats.
Toujours avec un esprit cavalier, fait de rapidité et d'audace, la 1re D.B  libère Mulhouse le 20 novembre 1944. Au cours de l'attaque décisive de Mulhouse par le Combat Command No 3 (C.C.3) du colonel Jean-Charles Caldairou, à la tête de ses chars Sherman, le lieutenant Carrelet de Loisy qui, à la pointe du combat, venait de détruire à Oberdorf de nombreux chars allemands et fait quelque trois-cents prisonniers, est mortellement atteint par l'ennemi.
Tournant les forces allemandes, les unités de la Ire D.B. longent la frontière suisse, par Pfetterhouse et Kembs. C'est ainsi que la 1re Division Blindée est la première unité alliée à atteindre le Rhin.
Le général Touzet du Vigier est promu au grade de général de division le 25 août 1944. Il est nommé gouverneur militaire de Strasbourg le 8 janvier 1945 et il transmet le poste de commandement de sa chère 1re D.B. à son adjoint, le général Sudre.

##### Citation à l'ordre de l'Armée, par le général de Gaulle
« Très belle unité blindée au cœur ardent, à l'esprit mordant et agressif, qui a fait preuve, sous les ordres d'un chef au calme et lucide courage, le général Touzet du Vigier, des plus belles et légendaires qualités dont puisse s'enorgueillir la Cavalerie française.
À peine débarquée sur la terre de France et encore incomplète, la 1re D.B. s'est ruée à la poursuite de l'Allemand. Elle a exécuté avec maestria la manœuvre de débordement de Marseille après avoir forcé l'ennemi à Aubagne, puis a participé activement à la délivrance de Marseille en prenant une part capitale à l'enlèvement de Notre-Dame-de-la-Garde (21 août-26 août 1944). Remontant aussitôt le Rhône, elle a pris part à la libération de Lyon, tout en s'emparant, par une action hardie, de Villefranche et d'Anse après de durs combats, certains à pied, et qui coutèrent à l'ennemi 2700 hommes et 70 officiers. Elle a ensuite, avec des moyens réduits, libéré Macôn, Tournus, puis Chalon le 5 et enlevé Beaune le 7, après une bataille sévère. Après avoir habilement manœuvré à Nuits le 10 et détruit à Chargny de fortes colonnes ennemies et un train blindé, elle s'est emparée de Dijon, puis a fait tomber la citadelle de Langres le 13, établissant ainsi la première liaison avec l'armée du Nord. Portée dans la région des Vosges le 19 septembre, la 1re D.B. a repris énergiquement le combat le 22 sur l'axe Lure-Le Thillot, puis s'est glissée audacieusement par le couloir de Fresse et a atteint la forêt de la Revers, le col de Cheverstraye et les hauteurs nord-ouest de Champaney après de violents combats. Reportant son effort sur l'axe Coravilliers-Ferdrupt, elle a enlevé par une savante manœuvre Ramonchamp, troué le 30 octobre la position de résistance ennemie qui couvrait Le Thillot, en s'enfonçant avec audace dans la forêt de Gebau et s'est maintenue malgré les assauts répétés d'un ennemi sans cesse renforcé. A capturé à l'ennemi un grand nombre de prisonniers et lui a causé de lourdes pertes ».
Citation à l'Ordre de l'Armée - Octobre 1944 - De Gaulle.

##### La défense de Strasbourg - (du 8 au 21 janvier 1945) -

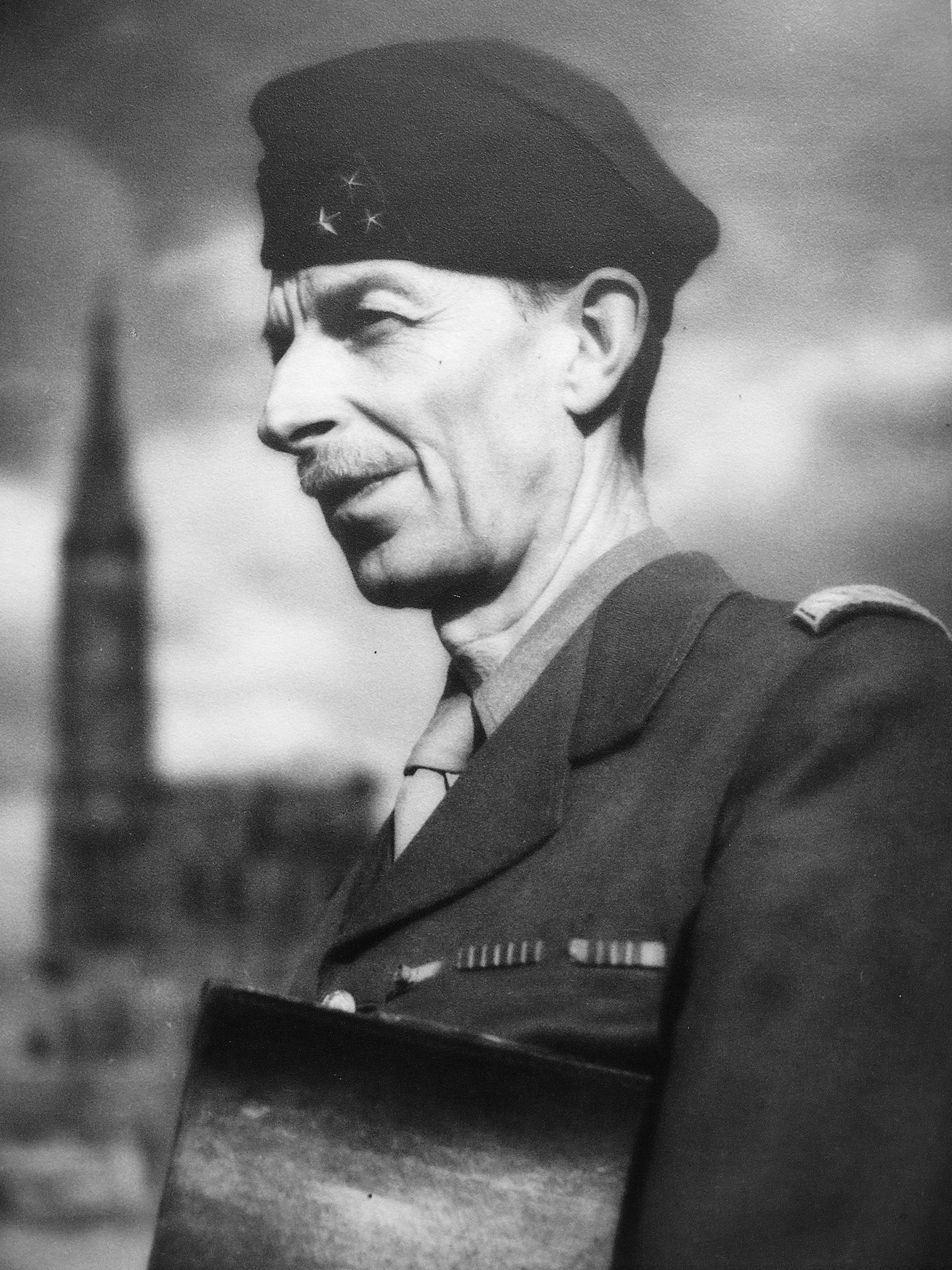
Commandant la 10e région militaire, gouverneur militaire de Strasbourg

Le 8 janvier 1945, le général Touzet du Vigier est nommé  commandant de  la 10e région militaire et gouverneur de Strasbourg dans un moment critique : la ville risque de retomber aux mains des Allemands. La 7e armée américaine ne pouvant tenir tout le nord de l'Alsace, pendant que la 3e armée de George Patton contre-attaque à Bastogne, le Haut-Commandement Allié décide de reculer face à l'offensive allemande dans le Bas-Rhin.
Le général Touzet du Vigier vient rendre compte  de cette situation à Paris auprès du général de Gaulle et sollicite un renfort immédiat pour sauver la capitale alsacienne de l'invasion ennemie. Le général de Gaulle déclare : « L'Alsace est une terre sacrée, l'abandonner serait pour la France un désastre national, car l'Alsace lui est sacrée ». Il intervient auprès du Général Eisenhower, de Winston Churchill, sans pouvoir  obtenir le moindre renfort. C'est finalement sur l'ordre du général de Lattre de Tassigny, commandant la 1re Armée Française, que le Général de Monsabert, commandant le 2e Corps d'Armée, va intervenir : il se porte au secours de Strasbourg en détachant deux divisions de combat qui vont rejoindre la Brigade Alsace-Lorraine du colonel Berger (André Malraux). Cette brigade, déjà en place depuis le 2 janvier 1945, va prendre part au combat sous les ordres du lieutenant-colonel (futur général) Jacquot.
Le général Touzet du Vigier est désigné comme adjoint du général de Monsabert. En tant que gouverneur militaire de Strasbourg, il coordonne les interventions des généraux Garbay, commandant la 1re division française libre (1re D.F.L) et Guillaume, commandant la 3e division d'infanterie algérienne (3e D.I.A) qui vont engager un combat victorieux contre l'envahisseur allemand.
Ces généraux français, tous sortis de l'École militaire de Saint-Cyr, anciens camarades de combat, ont bien assumé la défense de Strasbourg, face aux attaques des armées allemandes, et notamment des unités SS, qui ont tout tenté pour reprendre cette ville symbole, dans le cadre de l'Opération Nordwind mise au point par Adolf Hitler.
Les historiens militaires rendent hommage aux combattants de la 1re Armée française et à ses unités des Forces Françaises Libres (1re D.F.L.) et de l'Armée d'Afrique (3e D.I.A.), qui ont défendu Strasbourg avec héroïsme, et en particulier lors des combats d'Obenheim.

##### La Libération  de Colmar -(22 au 29 janvier 1945)-
Le général de Lattre de Tassigny, commandant la Ire armée française, fait appel au général Touzet du Vigier pour participer à la réduction de la poche de Colmar et à sa Libération, dans une action qui va se dérouler du 22 au 29 janvier 1945.
Voici le texte de la citation à l'ordre de l'Armée qui lui est décernée:
« Officier général de la plus haute valeur. Appelé à assurer pendant la période du 22 au 29 janvier 1945, au moment de l'offensive sur le flanc nord de la poche de Colmar, la coordination de deux divisions françaises, dont une blindée, et d'une division américaine, a fait preuve, au moment le plus difficile de l'attaque, d'une remarquable activité et d'un sens avisé de la manœuvre. Par son action personnelle auprès des généraux commandant les Grandes Unités, autant par son ascendant sur les exécutants, et sa présence sur la ligne de feu, a été un des meilleurs artisans de la rupture du front ennemi, prélude de l'exploitation en direction du Rhin ».

##### Le gouvernement militaire de Strasbourg - (de février à novembre 1945) -
Le général Touzet du Vigier fait face à tous les problèmes qui se présentent à Strasbourg et dans la Xe Région militaire dont il assume le commandement. Il s'agit de réduire les poches de résistance allemandes et collaborationnistes qui subsistent encore après la Libération, de détecter les champs de mines et de les éradiquer, d'assurer le contrôle du ravitaillement, et d'accueillir les ouvriers du S.T.O, ainsi que les déportés de retour des Camps de concentration ou des militaires de retour des camps de prisonniers de guerre.
Mais, de tous les problèmes qui se sont posés à l'Alsace, l'un des plus poignants fut celui du retour des Malgré nous, c'est-à-dire des jeunes Alsaciens incorporés de force dans l'armée allemande. Pour traiter ce problème dramatique, le général Touzet du Vigier fait preuve d'intelligence et de cœur, et il a le caractère de proposer des solutions humaines acceptables dont les Alsaciens lui sont reconnaissants.
Un décret du 29 novembre 1945, signé du général de Gaulle, nomme le général Touzet du Vigier  chef de l'État-Major de l'Armée de Terre à Paris.

##### Capitulation du Troisième Reich - 8 mai 1945 -
La guerre de 39-45 s'achève le 8 mai 1945 par la signature à Berlin de l'Acte de capitulation du Troisième Reich, auquel participe le général de Lattre de Tassigny au nom de la France.

#### L'après-guerre

##### Fin de carrière -29 novembre 1945-10 octobre 1947

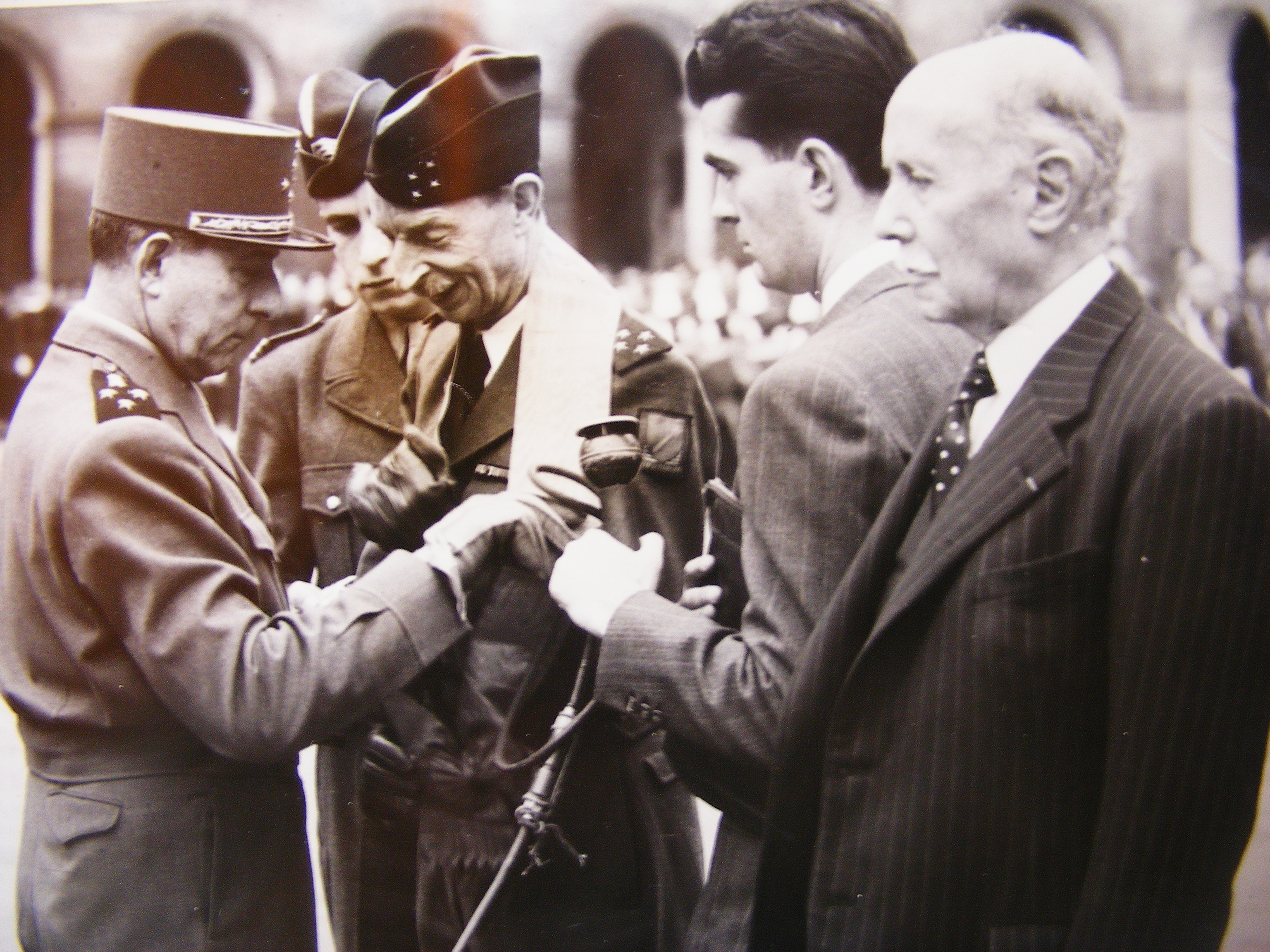
Le général du Vigier le jour de son départ en retraite, recevant les insignes de Grand-Croix de la Légion d'honneur

Général de corps d'armée le 25 juin 1945, Jean Touzet du Vigier est nommé chef d'état-major de l'armée le 29 novembre 1945 avec la lourde tâche d'impulser la réorganisation de l'armée française.
Il est nommé adjoint du général de Lattre de Tassigny, alors chef d'état-major général et Inspecteur de l'armée de terre le 12 février 1946. Membre de la Commission de réforme de l'Armée de terre puis vice-président de cette commission, il  prend sa retraite le 10 octobre 1947.

##### Ordre du journo1du Général de Lattre de Tassigny
« ...J'adresse mon fraternel salut à celui qui, depuis plus de trois ans, fut constamment mon fidèle lieutenant et mon collaborateur direct.
Ses services sont éclatants : le Cavalier, cité un des premiers à l'Ordre de l'Armée en 1914, le Mitrailleur de 1916, le Cuirassier à pied de 1918 se sont retrouvés dans le colonel de 1940 qui chargeait à la tête de ses chars dans les plaines de Belgique et qui défendait l'honneur sur la Loire et en Poitou.
Préparé par ses études et ses fonctions du temps de paix, il fut le très valeureux Commandant de la Brigade blindée de Tunisie ; mais, c'est en 1944 qu'à la tête de la 1re division blindée, il écrit dans nos fastes militaires les plus belles pages de gloire, en pointe de la 1re Armée qui, en trois mois, ramena nos couleurs des Côtes de Provence jusqu'au Rhin. Ce sont les soldats de la 1re division blindée qui, le 19 novembre 1944, atteignent le Rhin, premiers parmi tous les soldats alliés, en inscrivant au passage, sur nos drapeaux et étendards, les noms de Marseille, Saint-Étienne, Dijon, Langres, Le Thillot et Mulhouse.
Enfin, c'est comme gouverneur de Strasbourg qu'il défend la ville pendant l'hiver 1944-45, quand la 1re armée française la conserve à la France.
Courage et rayonnement dans l'action, grande valeur de son commandement, rapidité de ses décisions, profondeur de ses connaissances, dévouement sans limites, telles sont les qualités dont il n'a cessé de faire preuve au cours de cette campagne victorieuse comme dans toute sa vie militaire.
C'est un homme de cœur et de caractère, un Cavalier de race et un grand soldat qui achève sa carrière, entouré de la reconnaissance et de l'affection de toute l'Armée ». Septembre 1947-.

##### Président d'amicales régimentaires et de la Saint-Cyrienne
Il intègre le conseil d'administration de la Saint-Cyrienne en 1948, à l'appel de son président, le général Henri Colin, et préside cette association des officiers français issus de l'École de Saint-Cyr en 1960-61. Il préside aussi d'autres amicales: 1re DB, Rhin et Danube, Union de la cavalerie, de l'arme blindée et des chars, Union des amicales régimentaires. Il participe aux déjeuners des « quatre étoiles » et aux dîners du lundi » qui réunissent des généraux.

##### Le général Touzet du Vigier et la fin de l'Algérie française
En 1951, il devient le directeur général d’un lobby colonial, le Comité central de la France d’outre-mer (CCFOM), héritier de l’Union coloniale française et lié aux milieux d’affaires coloniaux, mais en nette perte de vitesse.
En 1956, il intègre une nouvelle et éphémère association, désireuse de « manifester, tant aux yeux du gouvernement qu'aux yeux de l'opinion étrangère, la volonté profonde de la nation française de voir mettre un terme à des abandons et à des déchéances qui se sont précipités jusqu'ici, et qui ne peuvent conduire qu'à une catastrophe irrémédiable » : le comité Défense de la France. En tant que président du comité d'entente des anciens combattants pour la défense de l'Union française, il mène à Alger la délégation d’anciens combattants qui participe au serment du 7 juillet 1957, jurant de « s’opposer par tous les moyens à toute mesure qui menacerait l’intégrité du territoire et l’unité française ». Il y prend part aux côtés d'autres personnalités comme Alexandre Sanguinetti, secrétaire général du Comité d'action des associations d'anciens combattants (CAANAC), Maxime Blocq-Mascart, le colonel Pierre-Louis Bourgoin, Alexis Thomas, président de l'Union nationale des combattants,,. La même année, il intègre et préside le comité de coordination de l’Union pour le salut et le renouveau de l’Algérie française (USRAF) de Jacques Soustelle, qui associe l’idée de sauver l’Algérie au retour du général de Gaulle au pouvoir. Touzet du Vigier est alors en relation avec des gaullistes militants qui s’entendent à amadouer des généraux (outre Touzet du Vigier, les généraux Cherrière, Navarre et Lanusse).
Le domicile du général Touzet du Vigier est perquisitionné et le général est interrogé au lendemain de la semaine des barricades dans les locaux de la 1re brigade territoriale, en compagnie d’activistes comme Yves Gignac et le général Lionel-Max Chassin, mais il est vite relâché. Il appelle publiquement à voter « non » au référendum du 8 janvier 1961. Il témoigne par solidarité aux procès des généraux Raoul Salan, Edmond Jouhaud et André Zeller et du colonel Antoine Argoud, et prend parti pour l'amnistie en participant au pèlerinage de Chartres du colonel Rémy en 1963 - il préside son comité d'action et a adhéré parmi les premiers au projet de Rémy. Il participe à un autre pèlerinage en 1967 ainsi qu'à un meeting de l'Union française pour l'amnistie en 1965.

##### Les réseaux de la droite chrétienne
Comme président de l'Union des amicales régimentaires, il signe en 1956 un manifeste invitant tous les Français à se grouper « en face du déferlement mondial de la vague matérialiste et marxiste » pour combattre jusqu'au bout « pour leur foi et leur foyer », aux côtés de personnalités de la droite catholique comme le général Maxime Weygand - à qui il rend hommage après son décès en présidant en 1965 une réunion du Centre Sainte-Geneviève du royaliste Pierre Debray consacrée à Weygand -, Gustave Thibon, Léon Bérard ou Henry Bordeaux. Il est un temps proche de la Cité catholique du catholique contre-révolutionnaire Jean Ousset : il assiste à ses congrès de 1957, 1959 et 1960,.
On le trouve au banquet de La Nation française du 12 novembre 1959 et à celui de décembre 1962,. Proche du Centre d'études politiques et civiques (CEPEC) dans les années 1950, il en devient l'un des vice-présidents au début des années 1960.

## Notoriété
- L'École de cavalerie de Saumur a inscrit le nom du général Touzet du Vigier au fronton d'un bâtiment militaire, en souvenir de son intervention dans la Défense de la Loire, en 1940.

- Les villes de Dijon, Carqueiranne et de Sainte-Maxime ont donné à l'une de leurs avenues le nom du général Touzet du Vigier.

- La ville de Mulhouse a  donné à l'une de ses rues, celui de la 1re DB et du général Touzet du Vigier.

- À l'initiative de l'Amicale de la Ire DB, le monument commémoratif de la première division blindée est inauguré à Mulhouse par le général Touzet du Vigier en 1961, en souvenir la Libération de la ville en date du 20 novembre 1944.

- Citation:  « (à propos du général du Vigier lors de la Campagne de France) : Le type de l'officier de cavalerie français, avec ses meilleures qualités, l'esprit d'initiative et le mordant qui contribuèrent pour la plupart au succès rapide des opérations en cours » (Jacques Dinfreville, Le roi Jean -vie et mort du général de Lattre de Tassigny-, La Table Ronde, 1964, p. 214).

## Épilogue
Jean Touzet du Vigier, né en 1888, s'est éteint au Val de Grâce  à Paris, le 15 août 1980. Il fait partie de la génération ayant vécu les deux guerres mondiales de 14-18 et de 39-45, élevée dans la volonté d'effacer les vicissitudes de la Guerre de 1870. Il a conservé, toute sa vie, la foi dans les destinées de sa patrie, et, fidèle aux traditions de l'arme de la Cavalerie française, il a participé à la création de l'Arme Blindée moderne. Il reste un exemple pour les jeunes générations d'élèves officiers de l'École d'Application de l'Arme Blindée et de la Cavalerie de Saumur.

## Décorations
- Grand-croix de la Légion d'honneur le 5 octobre 1947[77]
- Croix de guerre 1914-1918
- Croix de guerre 1939-1945
- Officier d'Académie le 13 juillet 1947
- Chevalier de l'Ordre de Polonia Restituta
- Croix du Mérite Américain (1943)
- Ordre du Service distingué
- Chevalier de l'ordre militaire Virtuti Militari (Pologne)[78]

## Blessures de guerre
- Le 7 mai 1917 à Laffaux - Hanche droite
- Le 9 juin 1918 à Élincourt - Bras gauche